# Helianthemum violaceum
Helianthemum violaceum är en solvändeväxtart. Helianthemum violaceum ingår i släktet solvändor, och familjen solvändeväxter.

## Underarter
Arten delas in i följande underarter:
- H. v. subobtusatum
- H. v. violaceum
- H. v. arabinianum

## Bildgalleri

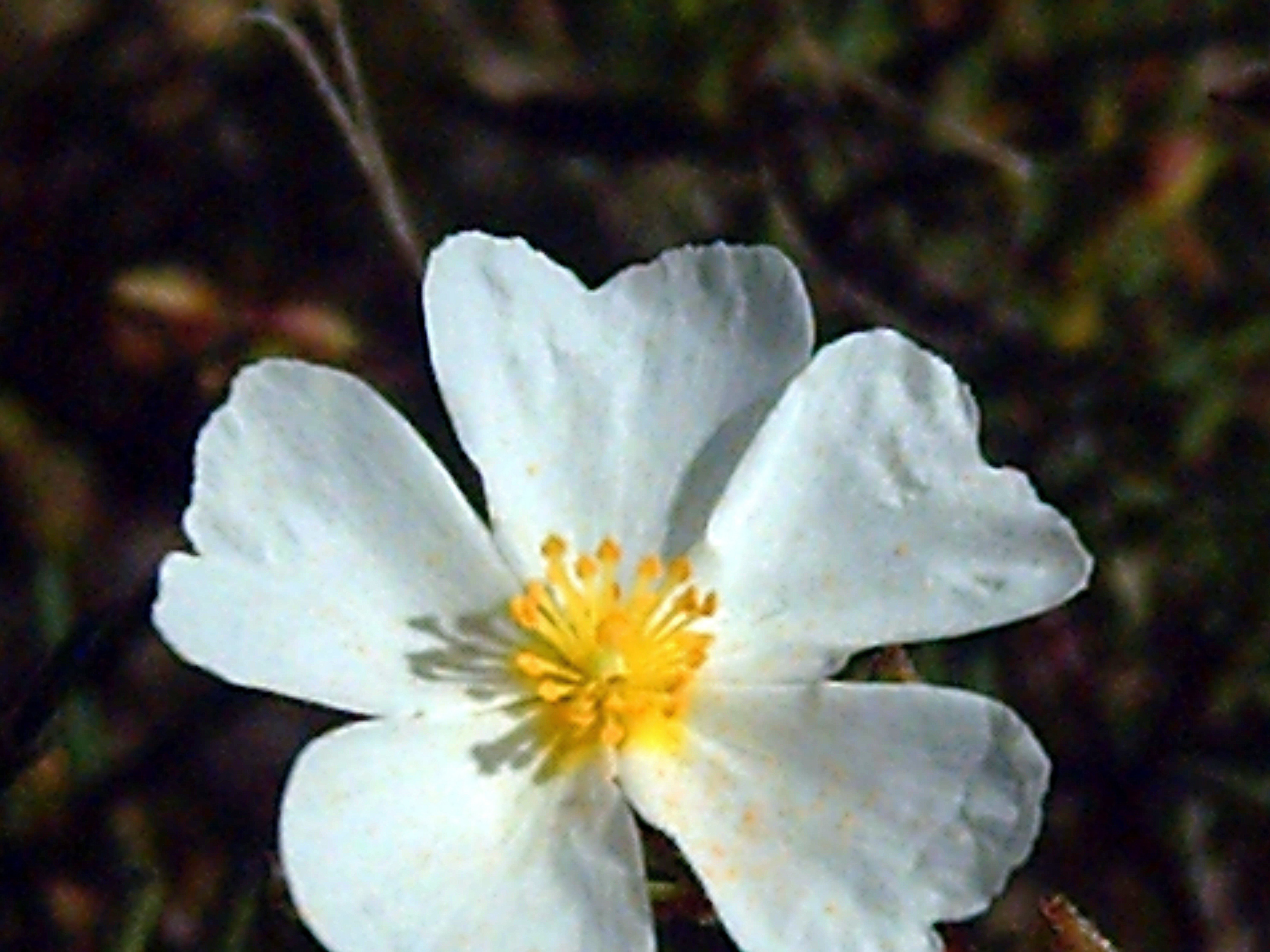
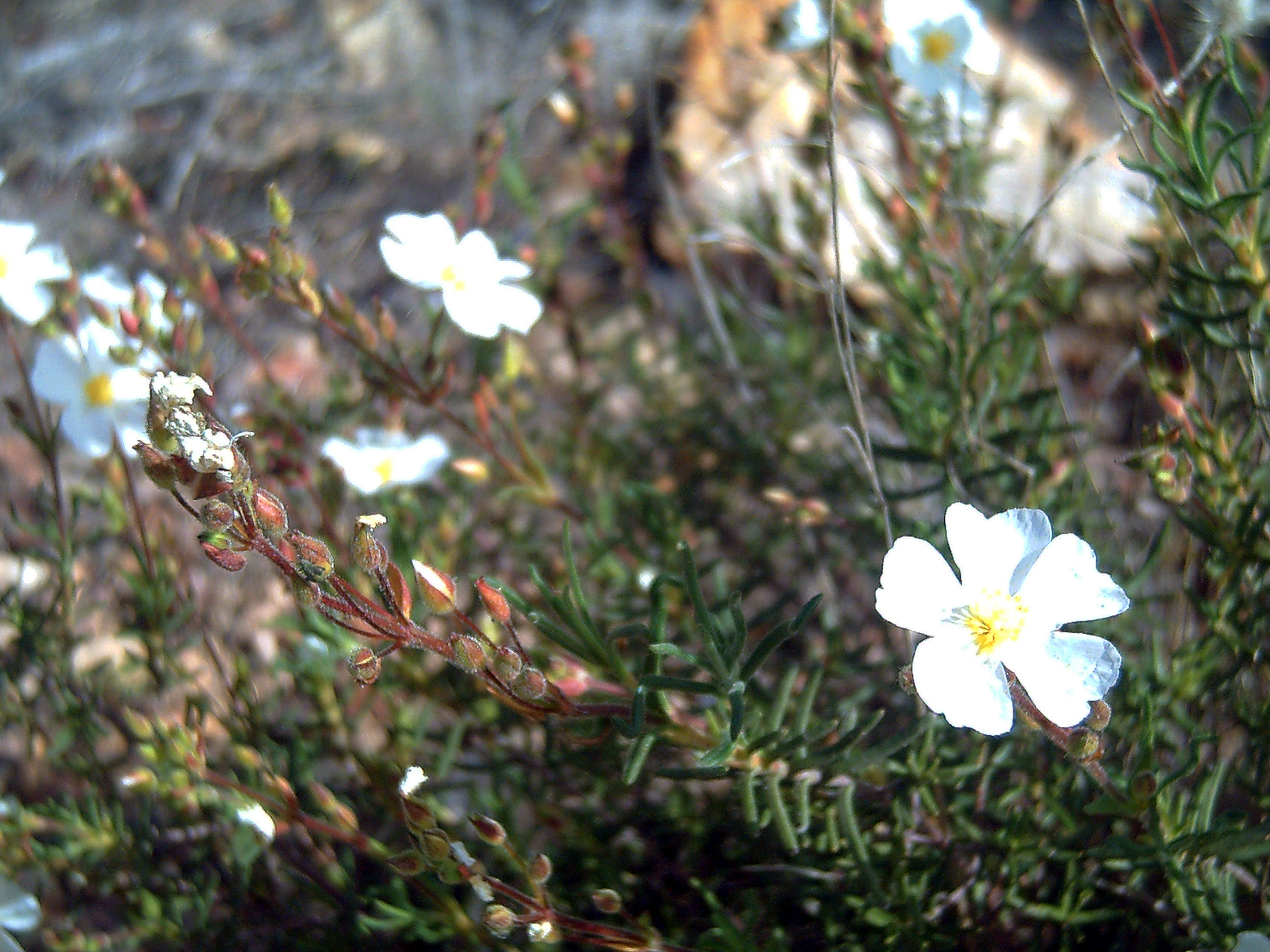
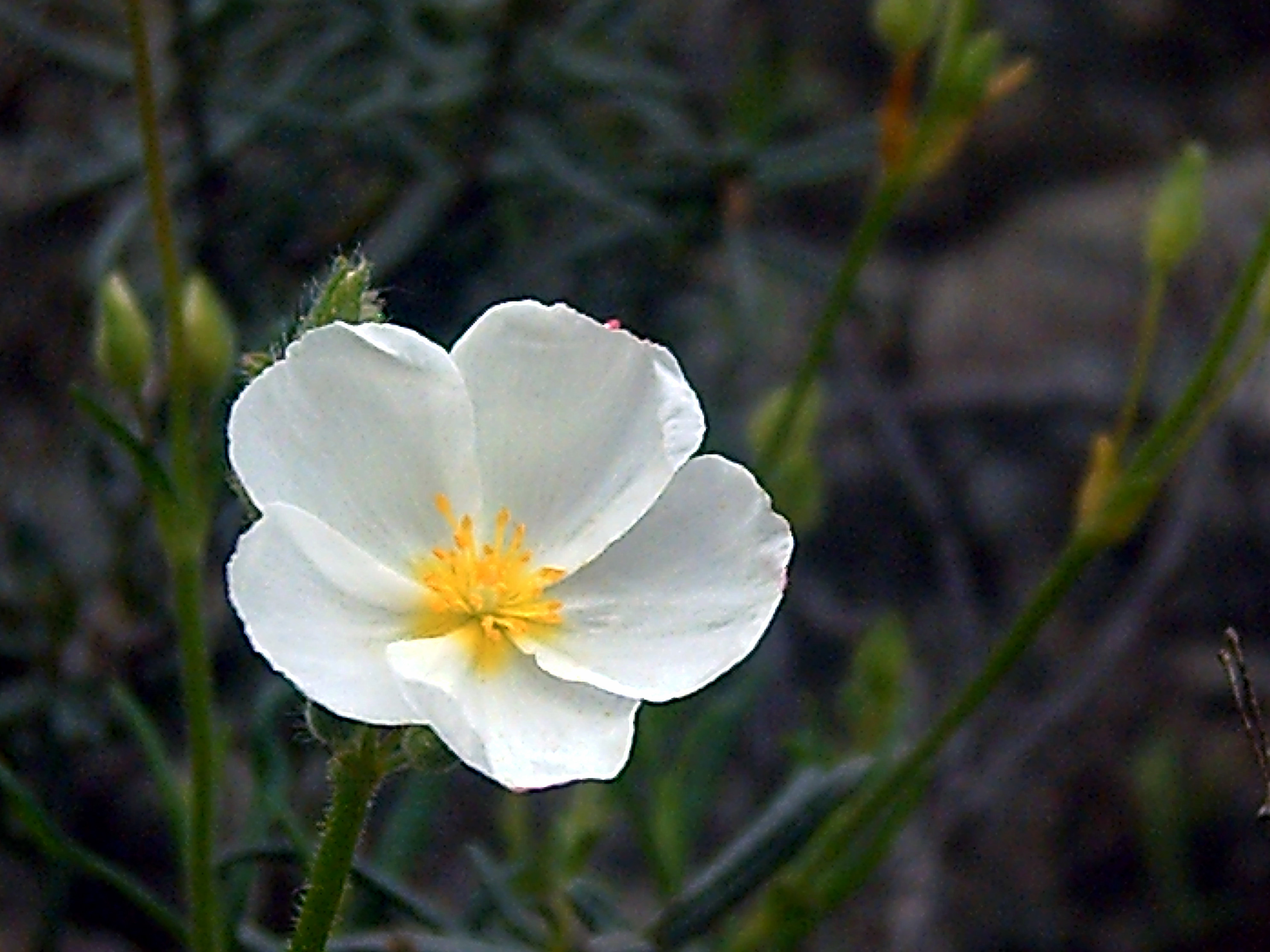
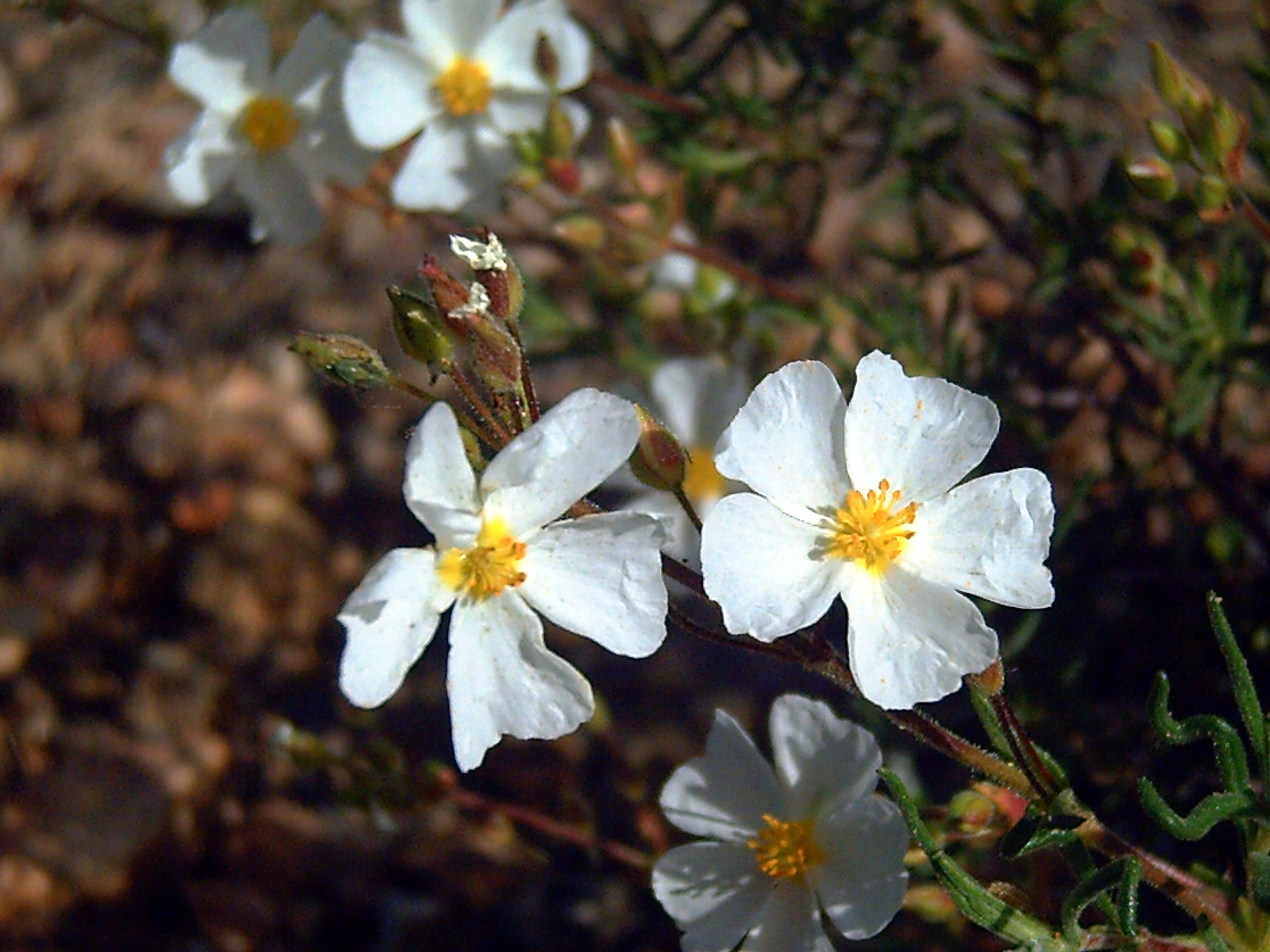
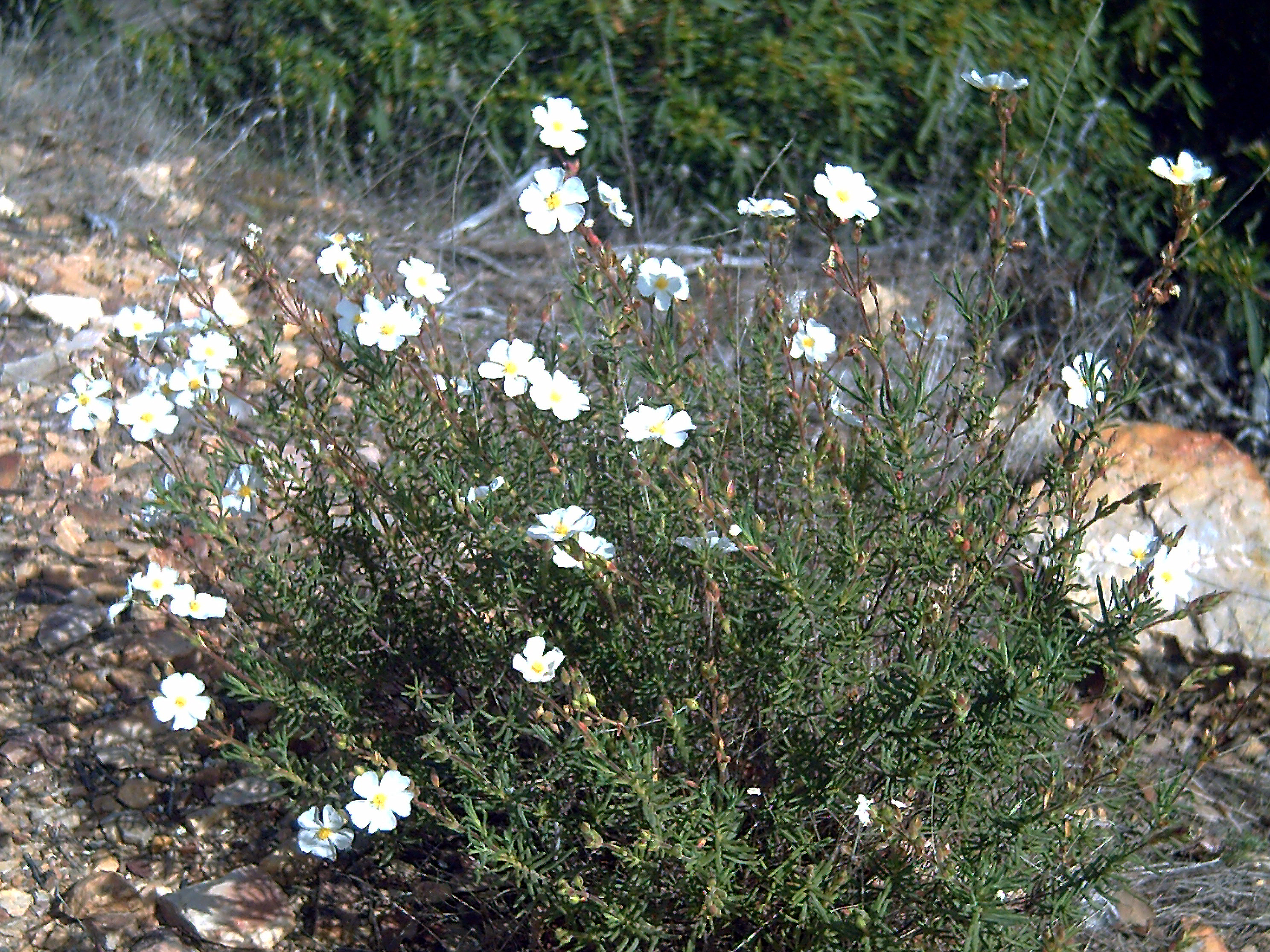